# Таллеро

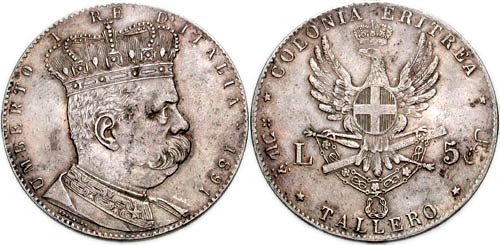
Эритрейский таллеро (талер) конца XIX века

Таллеро (итал. tallero) — первоначально итальянское название талеров других европейских государств, в частности немецкого рейхсталера, затем собственных подражаний монетам талерового типа. Как правило, предназначались для торговли в Леванте и Северо-Восточной Африке.

## Таллеро в Леванте
При Фердинанде I (1587—1608) в Великом герцогстве Тосканском чеканились таллеро, образцом для которых послужило испанское песо. Моденское герцогство начало выпуск таллеро в 1650 году. Это были подражания нидерландскому лёвендаальдеру (итал. tallero leoncino). В Венецианской республике таллеро чеканились с 1756 года и являлись низкопробными подражаниями австрийскому талеру Марии Терезии. Аналогичные монеты чеканили и другие итальянские города. Большинство из этих подражаний предназначалось для торговли в Леванте, где прототипы являлись ключевыми торговыми монетами.

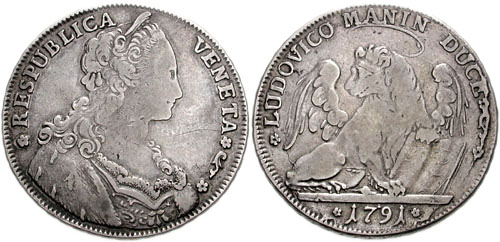
Венецианский таллеро
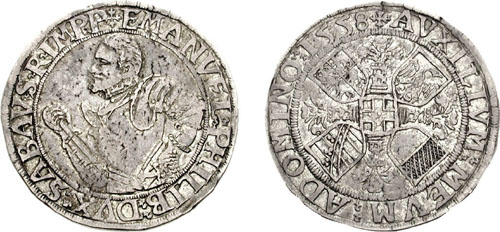
Савойский таллеро
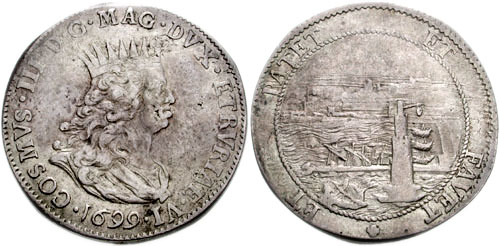
Тосканский таллеро
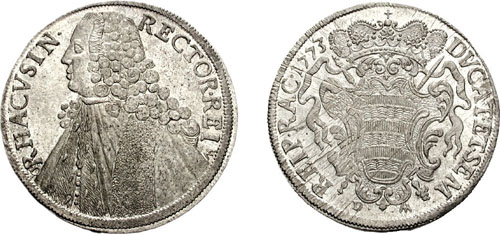
Рагузский таллеро

## Таллеро в Африке
1 января 1890 года итальянской колонией стала Эритрея. В том же году в Риме и Милане бала начата чеканка эритрейских таллеро (талеров), близких по содержанию серебра талерам Марии Терезии и призванных вытеснить последние из внутреннего обращения Эритреи. Их номинал был выражен в двух денежных единицах — лирах и талерах (талер равнялся 5 итальянским лирам).
Монета имеет две разновидности. Первая — собственно эритрейский талер — весила 28,125 г при содержании чистого серебра в 22,5 г. На лицевой стороне изображался погрудный портрет итальянского короля Умберто I (1878—1900), на оборотной — увенчанный короной орёл с савойским гербовым щитом на груди. Выпуск второй разновидности — итальянский талер — начался в 1918 году. На монете теперь чеканились орёл и погрудное изображение Италии в диадеме. Чеканка продолжалась до 1941 года.